# Ołdaki-Polonia
Ołdaki-Polonia – wieś sołecka w Polsce położona w województwie mazowieckim, w powiecie ostrowskim, w gminie Andrzejewo.
W skład sołectwa Ołdaki-Polonia wchodzą wsie Ołdaki-Polonia i Grodzick-Ołdaki.
W latach 1975–1998 miejscowość położona była w województwie łomżyńskim.
Wierni Kościoła rzymskokatolickiego należą do parafii Wniebowzięcia Najświętszej Maryi Panny w Andrzejewie.